# Stenostephanus cyaneus
Stenostephanus cyaneus är en akantusväxtart som först beskrevs av Gustav Lindau, och fick sitt nu gällande namn av John Richard Ironside Wood. Stenostephanus cyaneus ingår i släktet Stenostephanus och familjen akantusväxter. Inga underarter finns listade i Catalogue of Life.